# Pierre-Buffière
Pierre-Buffière – miejscowość i gmina we Francji, w regionie Nowa Akwitania, w departamencie Haute-Vienne.
Według danych na rok 1990 gminę zamieszkiwało 1066 osób, a gęstość zaludnienia wynosiła 185 osób/km² (wśród 747 gmin Limousin Pierre-Buffière plasuje się na 115. miejscu pod względem liczby ludności, natomiast pod względem powierzchni na miejscu 638.).

## Galeria

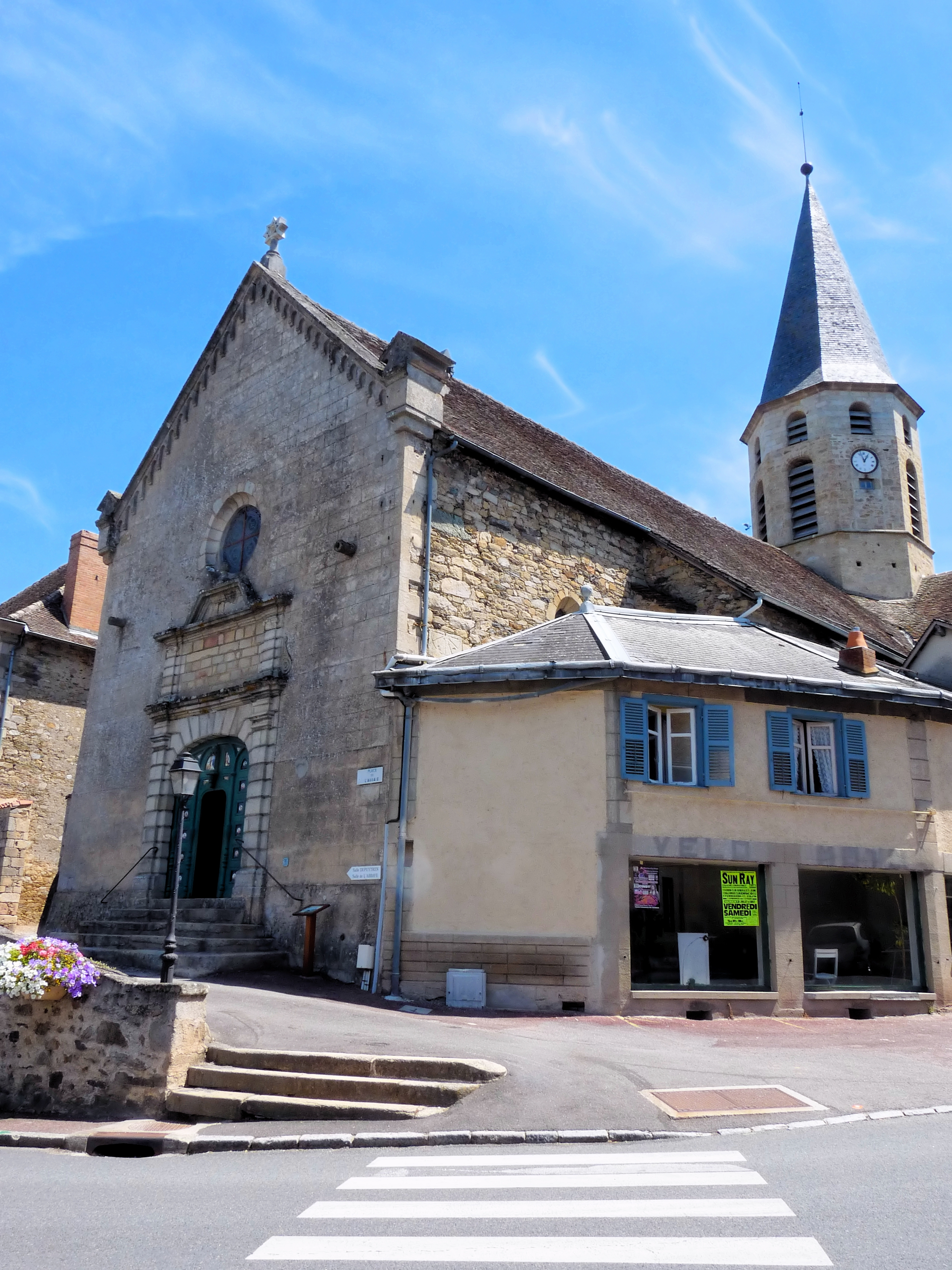
Zabytkowy Kościół św. Kosmy i św. Damiana[1] (2010)
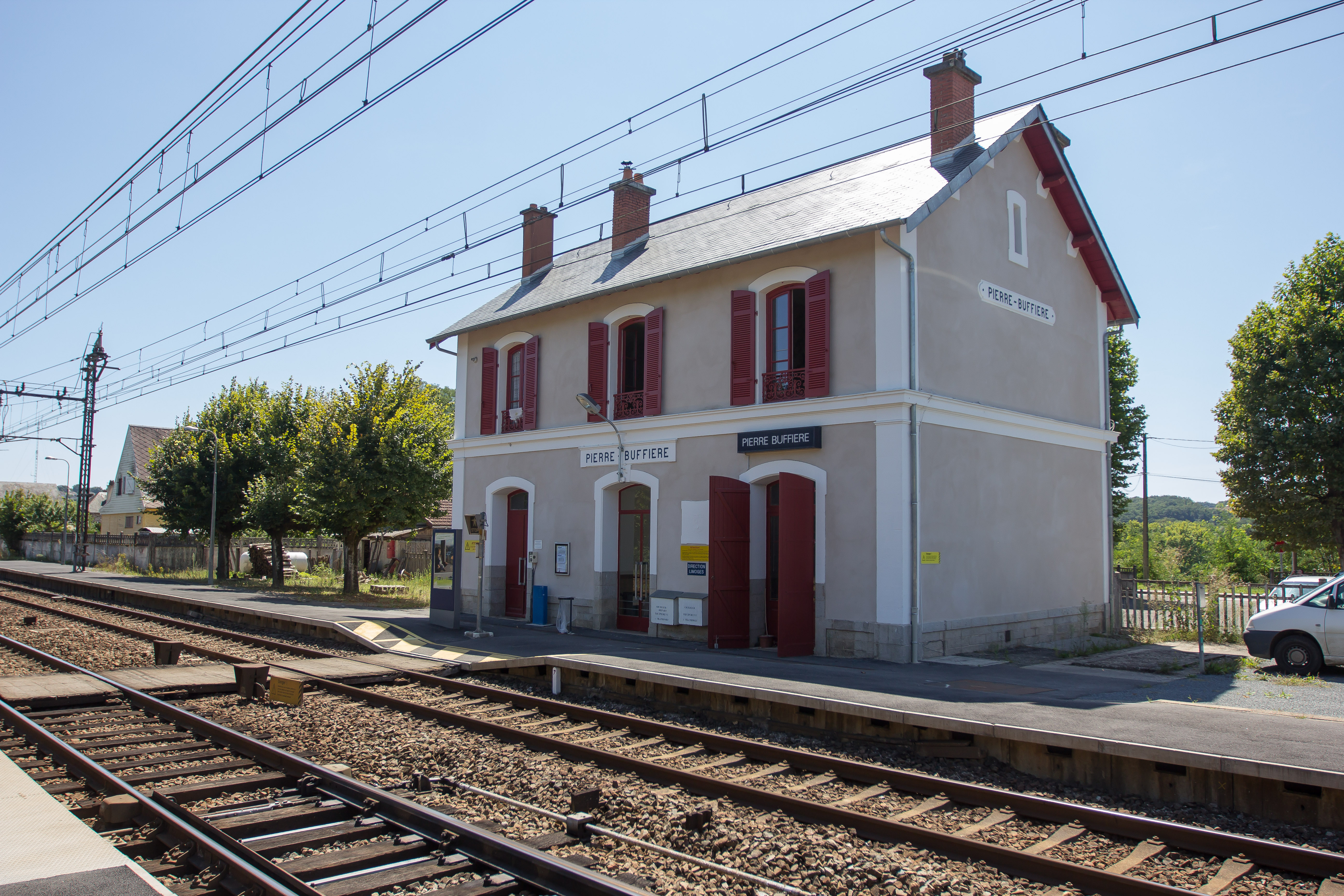
Stacja kolejowa (2015)
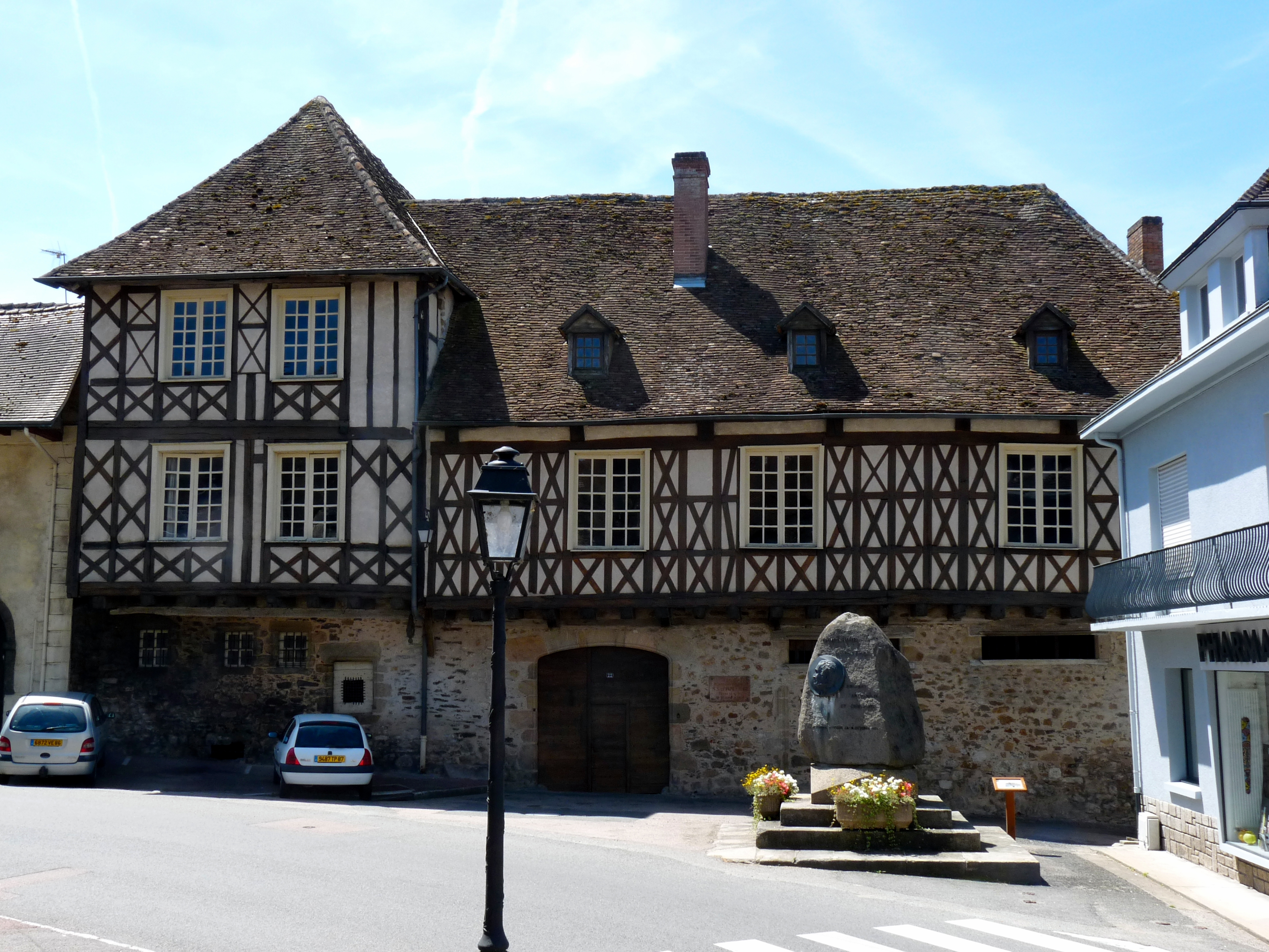
Zabytkowy Hotel[2] (2010)

## Populacja

Populacja Pierre-Buffière w latach 1962–2008